# 강창웅
강창웅(姜暢雄, 1979년 3월 23일~)은 일본에서 활동 중인 한국계 일본인 배우다. 한국이름인 강창웅을 일본이름으로 읽으면 '교 노부오'가 된다.

## 인물
- 부모가 둘다 한국 사람인 재일교포 출신이며 현재는 일본으로 귀화했다.
- 원래는 부모가 경영하는 회사를 이을 예정이었지만, 친누나가 응모해서 참가한 쥬논 슈퍼보이 콘테스트에서 여러 연예 기획사로부터 스카우트 제의를 받은 것을 계기로 진로를 변경했다.
- 주요 출연작은 NHK TV 소설 《와카바》, 《TRICK》, 《NANA 2》, 《아름다운 그대에게~미남♂파라다이스~》 등이며, 특히 《아름다운 그대에게~미남♂파라다이스》의 '오스카 M 히메지마(히메지마 마사오)'역으로 연기력을 인정 받았다.
- 강창웅의 블로그를 보면 한국음식이 등장한다.

## 출연

### 드라마 (장편)
- 2002년 - 2003년 《인풍전대 허리케인저》 - 카스미 잇슈(쿠와가라이저) 역
- 2003년 《사랑은 전쟁!》 - 고구레 카즈야 역
- 2003년 《OL철도》 - 오노자키 타쿠로 역
- 2003년 《TRICK》 - 키쿠치 아이스케 역
- 2004년 - 2005년 《와카바》 - 후지쿠라 마사야 역
- 2005년 《어른들의 여름 방학》 - 카스카베 다케히토 역
- 2006년 《가킨초~리턴 키즈~》 - 하야세 타카유키 역
- 2007년 《아름다운 그대에게~미남♂파라다이스~》 - 오스카 M 히메지마(히메지마 마사오) 역
- 2008년 《환영~겐에이~》 - 세카와바라 타로 역
- 2008년 《소녀의 펀치》 - 마츠오 하야토 역
- 2009년 《메이의 집사》 - 네즈 역
- 2009년 《이케멘 소바탐정》 - 코지 역, 노부 역
- 2009년 《사랑해 악마~뱀파이어☆보이~》 - 후지이 마사유키 역
- 2010년 《경부보 야베 켄조》 - 키쿠치 아이스케 역
  - 2013년 《경부보 야베 켄조 2》 - 키쿠치 아이스케 역
- 2010년 《라이어게임 시즌2》 - 카와이 타츠야 역
- 2010년 《도망 변호사》- 아사누마 진 역
- 2012년 《고교입시》 - 테라지마 토시아키 역
- 2017년 《거짓말의 전쟁》 - 나나오 신지 역

### 드라마 (단편·게스트)
- 2003년 《두 사람 내가 선택한 길》 - 타치바나 역
- 2003년 《시공경찰수사1과 PART3》 - 사나다 타츠야 역
- 2005년 《TRICK 신작 스페셜》 - 키쿠치 아이스케 역
- 2006년 《사랑과 배신의 저편》 - 안도 슌 역
- 2006년 《톱 캐스터》 - 하마다 역
- 2006년 《신 과수연의 여자 '06》 - 미우라 타쿠미 역
- 2006년 《예능계 풍운록 [DRAMA COMPLEX]》 - 타마다 에이스케 역
- 2007년 《밤비노~!》 - 시미즈 히데아키 역
- 2008년 《교섭인~THE NEGOTIATOR〜》 - 사쿠마 유지 역
- 2008년 《장미 없는 꽃집》
- 2008년 《가면라이더 키바》 - 츠가미 카오루 역
- 2008년 《절대 그이~완전 무결 연인 로봇~》 - 이시제키 하야토 역
- 2008년 《81 다이버》 - 마무시 역
- 2008년 《시바토라》 - 이노 타다요시 역
- 2008년 《고백하지 못하는 여자의 비밀 전하지 못한 진심 [쇼콜라 제2탄]》 - 키리시마 역
- 2008년 《아름다운 그대에게~미남♂파라다이스~ 졸업식 & 7과 1/2화 스페셜》 - 오스카 M 히메지마 역
- 2008년 《세레브와 빈곤타로》 - 니시야마 역
- 2009년 《리셋》 - 카와카미 타카히사 역
- 2009년 《필살사업인 2009》 - 츠다 역
- 2011년 《수수께끼 풀이는 저녁식사 후에》 - 와카바야시 슈지 역 (제2화)

### 영화
- 2000년 《에리에게 완전 반한》 - 폰타 역
- 2002년 《인풍전대 허리케인저 슈슈와 THE MOVIE》 - 쿠와가라이저 역
- 2002년 《우울한 청춘》
- 2004년 《is A.》 - 나미하타 카츠지 역
- 2006년 《NANA2》 - 혼조 렌 역
- 2018년 《가면라이더 아마존즈 THE MOVIE 최후의 심판 - 미도 에이노스케 역

### 웹 드라마
- Fotonoma 101번 째 프러포즈
- 사건은 취조실에서 일어난다! - 코야마다(목격자) 역

- (일본어) 강창웅 KYO NOBUO OFFICIAL WEB SITE
- (일본어) 교 노부오 오피셜 블로그 「오늘은 교오(오늘)의 바람이 분다」 Powered by Ameba